# جيمس رنسمين سثرلاند
الأُستاذ السير جيمس رنسمين سوذرلاند (١٩٠٠-١٩٩٦)عالم أدبي، أستاذ لورد نورثكليف للأدب الحديث بجامعه لندن.

## حياته
وُلِد سوذرلاند في٢٦ أبريل عام ١٩٥٥. تلقى تعليمه في مدرسة أبريدين النحويةو جامعة ابريدين قبل أن يدرس في كُلية ميرتون ، أُكسفورد. من ١٩٣٠ إلى ١٩٩٦ لقد كان مُحاضر كبير في جامعة كلية لندن. تزوج من هيلين دريكس في ١٩٣١.
من١٩٣٦ إلى ١٩٤٤ كان أُستاذ للأدب الإِنجليزي، ومن ١٩٤٤ إلى ١٩٥١ أُستاذ للغة والأدب الإنجليزي في كُلية الملكة ماري. في عام ١٩٥١ عَيّن اللورد نورثكليف أُستاذ للأدب الإنجليزي الحديث في جامعة كلية لندن، وشغل كرسي حتى تقاعده في ١٩٦٧.
من ١٩٥٧ إلى ١٩٦٢ كان خطيب عام في جامعة لندن.
بعد وفاة زوجته الأُولى في ١٩٧٥، تزوج السيدة ايفي بتس في عام ١٩٧٧. كان فارسًا في ١٩٩٢. توفي في أُكسفورد في ٢٤ فبراير ١٩٩٦.

## أعماله
- ذا ميديوم اوف بويتري، ١٩٣٤

ديفو، ١٩٣٧
- أ بريفاس تو ايتينث سينتشري بويتري، ١٩٣٨

ذا تيميست، ١٩٣٩
- باك جراوند فور كوين آني، ١٩٣٩

خمسة عشر شاعرًا: تشوسر، سبنسر، شاكسبير، ميلتون، درايدن، بوب، كوبر، كوليردج، وردزورث، شيلي، بايرون، كيتس، بروننج، تينيسن، أرنولد، ١٩٤١
ذا دنسياد، ١٩٤٢
- وردزورث اند بوب، ١٩٤٤
- ذا أُكسفورد بوك اوف انجليش توك، ١٩٥٢
- ريستوراشن آند اوجستان بروس؛ أوراقها قدمها جيمس ر. سوذرلاند ولان وات في الندوة الثالثة لمكتبة كلارك. ١٤ يوليو ١٩٥٦، ١٩٥٦.
- ايرلي ايتينث سينتشري بويتري، ١٩٥٦
- اون انجليش برون ١٩٥٧
- انجليش ساتر ١٩٥٨

Ed. مع جويل هرستيفلد شاكسبير وورد، ١٩٦٤
- روبنسون كروسو، وكتاب آخرين، ١٩٦٨
- انجليش لترتشر اف ذا ليت سفنتينث سنتشري، ١٩٦٩
- دانيال دوفو: كريتيكال ستدي، ١٩٧١
- ذا أكسفورد بوك اوف لتراري انيكدوتس، ١٩٧٥
- ريستوراشن تراجيديس، ١٩٧٧
- ذا ريستوراشن نيوسبيبر اند اتس ديفولبمنت، ١٩٨٦.